# Nou Estadi d'Encamp
El Nou Estadi d'Encamp, anomenat oficialment Estadi de la FAF, és un estadi de futbol ubicat a Encamp, Andorra. Té una capacitat per a 5.600 espectadors i va ser inaugurat el 25 de maig de 2025.

## Història
Al desembre del 2022 la Federació Andorrana de Futbol va anunciar l'inici d'obres per construir un estadi de futbol propi a causa de la congestió d'ús que hi havia a l'Estadi Nacional, ja que les seleccions andorranes de futbol havien de compartir l'estadi amb el FC Andorra i els equips locals de rugbi. El terreny triat per al nou estadi és a Encamp, on anteriorment es trobava el càmping internacional.
L'estadi va ser inaugurat el 25 de maig del 2025 amb el partit final de la Copa Constitució 2025 entre l'Inter d'Escaldes i l'Atlètic Club d'Escaldes.
Al juny de 2025 l'estadi va acollir els partits FC Andorra-Unió Esportiva Eivissa i FC Andorra-Ponferradina, corresponents al play-off d'ascens a la Segona Divisió espanyola. Tot i l'èxit dels dos partits en assistència de públic, la directiva del club encapçalat per Gerard Piqué es resistia a fer un trasllat definitiu a Encamp, però, el juliol del 2025 es va tancar un acord entre la FAF, el Govern d'Andorra i el FC Andorra perquè l'equip jugués al Nou Estadi d'Encamp a partir de l'agost del 2025 ja que l'Estadi Nacional no complia els requeriments del futbol professional espanyol i el club no va aconseguir trobar una ubicació adequada per construir el seu propi camp.
Des de l'obertura el Nou Estadi d'Encamp es va convertir a la seu oficial per a totes les seleccions de futbol andorranes masculines i femenines, a més d'albergar els partits més importants de la copa i supercopa nacionals. A més, es va anunciar que a partir de la temporada 2025-26 s'hi celebrarà un partit setmanal de la Primera Divisió d'Andorra. L'Estadi també acull els partits dels equips andorrans a les competicions europees.